# Liste des rois de D'mt
Liste des quatre rois connus du royaume de D'mt par ordre chronologique d'après l'ouvrage de Nadia Durrani, The Tihamah Coastal Plain of South-West Arabia in its Regional context c. 6000 BC - AD 600, Society for Arabian Studies Monographs No. 4, Oxford: Archaeopress, 2005.
| Dates                                  | Nom       | Reine | Notes |
| -------------------------------------- | --------- | --- | ----- |
| Dates de 700 av. J.-C. à 650 av. J.-C. |           | |       |
| Mlkn W'rn Hywt                         | 'Arky(t)n | contemporain du sabéen mukarrib Karib'il Watar.                                                          |       |
| Mkrb, Mlkn Rd'm                        | Sm't      | |       |
| Mkrb, Mlkn Ṣrʿn Rbh                    | Yr't      | Fils de W'rn Hywt, "Roi Srʿn du peuple YGʿD [=Agʿazi, en guèze], mkrb de D'MT et SB'"                    |       |
| Mkrb, Mlkn Ṣrʿn Lmn                    | ʿAdt      | Fils de Rbh, contemporain du sabéen mukarrib Sumuhu'alay, "Roi Srʿn du peuple YGʿD, mkrb de D'MT et SB'" |       |